# Divize B 1990/1991
V soubojích 26. ročníku fotbalové České divize B 1990/91 se utkalo 16 týmů dvoukolovým systémem podzim - jaro. Tento ročník fotbalové soutěže začal v srpnu 1990 a skončil v červnu 1991.

## Nové týmy v sezoně 1990/91
Z 3. ligy – sk. A 1989/90 nesestoupilo do Divize B žádné mužstvo. Z krajských přeborů ročníku 1989/90 postoupila mužstva SK Brozany, SK Jirkov a SK Přední Kopanina. Také sem byla přeřazena mužstva TJ Viktoria Žižkov PSO z Divize A a TJ EMĚ Mělník a TJ Slovan Varnsdorf z Divize C.

## Výsledná tabulka
| Poř. | Tým                           | Z  | V  | R | P  | VG | OG | B  |
| ---- | ----------------------------- | -- | -- | - | -- | -- | -- | -- |
| 1.   | TJ Viktoria Žižkov PSO        | 30 | 18 | 8 | 4  | 60 | 21 | 44 |
| 2.   | VTJ Žatec                     | 30 | 15 | 6 | 9  | 45 | 31 | 36 |
| 3.   | TJ EMĚ Mělník                 | 30 | 13 | 8 | 9  | 55 | 41 | 34 |
| 4.   | TJ Sepap Štětí                | 30 | 15 | 2 | 13 | 46 | 44 | 32 |
| 5.   | TJ Slavoj Litoměřice          | 30 | 13 | 6 | 11 | 39 | 37 | 32 |
| 6.   | TJ Spartak Roudnice nad Labem | 30 | 13 | 5 | 12 | 54 | 51 | 31 |
| 7.   | TJ Rudná                      | 30 | 13 | 5 | 12 | 38 | 43 | 31 |
| 8.   | VTJ Slaný                     | 30 | 13 | 4 | 13 | 48 | 45 | 30 |
| 9.   | TJ Kablo Kročehlavy           | 30 | 13 | 4 | 13 | 48 | 53 | 30 |
| 10.  | TJ Slovan Varnsdorf           | 30 | 10 | 9 | 11 | 35 | 35 | 29 |
| 11.  | TJ Lokomotiva Kladno          | 30 | 10 | 8 | 12 | 43 | 47 | 28 |
| 12.  | SK Brozany                    | 30 | 11 | 6 | 13 | 49 | 65 | 28 |
| 13.  | SK Jirkov                     | 30 | 10 | 7 | 13 | 36 | 40 | 27 |
| 14.  | TJ KŽ Králův Dvůr             | 30 | 10 | 7 | 13 | 47 | 48 | 27 |
| 15.  | TJ Spartak Radotín            | 30 | 8  | 8 | 14 | 33 | 46 | 24 |
| 16.  | SK Přední Kopanina            | 30 | 5  | 7 | 18 | 24 | 53 | 17 |

Poznámky:
- Z = Odehrané zápasy; V = Vítězství; R = Remízy; P = Prohry; VG = Vstřelené góly; OG = Obdržené góly; B = Body

|  | Postup do 3. ligy – sk. A 1991/92                |
|  | Sestup do příslušného oblastního přeboru 1991/92 |